# Наблюдатель (фильм, 2000)
«Наблюда́тель» (англ. The Watcher) — американский художественный фильм в жанре триллера, снятый режиссёром Джо Чарбаником и вышедший в 2000 году.

## Сюжет
Морально уставший от многолетней безуспешной погони за маньяком-убийцей агент ФБР Джоэл Кэмпбелл перебирается в Чикаго, где собирается начать тихую и спокойную жизнь. Однако убийца по имени Дэвид Аллен Гриффит, считающий, что между ними есть какая-то связь, переезжает в Чикаго следом за Джоэлом и там затевает с ним кровавую игру. С целью упростить агенту задание убийца посылает по почте фотографию будущей жертвы за 12 часов перед новым преступлением. Кэмпбеллу необходимо остановить убийцу, потому что очередной жертвой должна стать небезразличная ему девушка.

## В ролях
| Актёр           | Роль                                |
| --------------- | ----------------------------------- |
| Джеймс Спейдер  | бывший сотрудник ФБР Джоэл Кэмпбелл |
| Киану Ривз      | серийный убийца Дэвид Аллен Гриффит |
| Мариса Томей    | врач-психиатр Полли Бейлман         |
| Эрни Хадсон     | главный спецагент ФБР Майк Айбби    |
| Крис Эллис      | детектив Холлис Мейки               |
| Роберт Киччини  | агент ФБР Митч Каспер               |
| Ивон Наеми      | любовница Джоэла Лиза Энтон         |
| Эндрю Ротенберг | свидетель Джек Фрэй                 |
| Джо Сикора      | парень-скейтер, друг одной из жертв |

## Производство
Киану Ривз заявил, что не нашёл сценарий интересным и был вынужден сняться в фильме лишь после того, как его ассистент Брайан подделал его подпись в контракте. По словам актёра, он предпочёл участие в съёмках затяжным юридическим баталиям.

## Восприятие
За роль в «Наблюдателе» Ривз был номинирован на антипремию «Золотая малина» за худшую мужскую роль второго плана. В то же время Teen Choice Awards отметила фильм двумя своими номинациями («Лучший хоррор или триллер» и «Лучший злодей»).
На Rotten Tomatoes фильм имеет рейтинг 11 % на основе 90 обзоров со средней оценкой 3,5/10.
Энтони Скотт в своей рецензии отмечал: «„Наблюдатель“ — полнометражный дебют режиссёра, чья предыдущая работа состоит в основном из музыкальных клипов, и он так же переполнен визуальными эффектами в стиле MTV». По его мнению, фильму не хватает динамики, которая появляется на экране лишь в редких сценах. Скотт также раскритиковал сценарий и диалоги. Автор журнала «Афиша» Филипп Бахтин негативно оценил триллер Чарбаника, резюмируя: «Этот фильм нужно показывать двоечникам, лоботрясам и нерадивым работникам. Эти полтора часа страданий заставят их почувствовать на собственной шкуре: всё в этой жизни следует делать хорошо и на совесть».